# Lincoln (Nieuw-Zeeland)
Lincoln is een plaats in de regio Canterbury op het Zuidereiland van Nieuw-Zeeland, 22 kilometer ten zuiden van Christchurch. Lincoln vestigt een universiteit en een hogeschool alsmede vele andere onderzoeksfaciliteiten.

## Universiteit
"Lincoln University", gevormd in 1990 als afsplitsing van de Universtity of Canterbury, is de op een na jongste universiteit van Nieuw-Zeeland. In 1878 begon de huidige universiteit als agrarische school. Er zitten in 2007 ongeveer 4.500 studenten op deze voornamelijk agrarische en technische Universiteit. De vakgebieden die behandeld worden zijn onder andere; landbouw, bosbouw, tuinbouw, wijnproductie, landschapsvorming, handel, techniek, wetenschappen verpleegkunde.

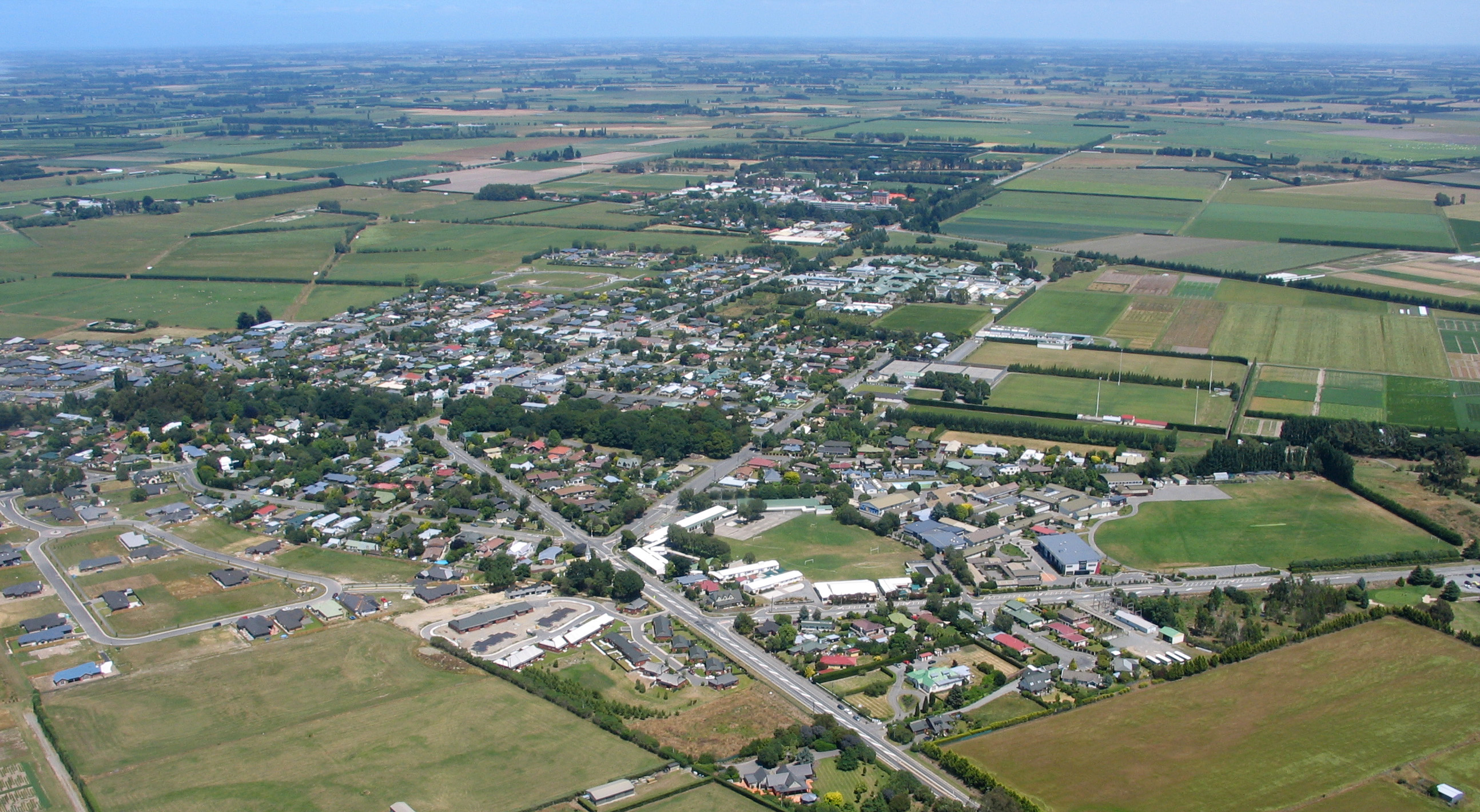
Lincoln, December 2005

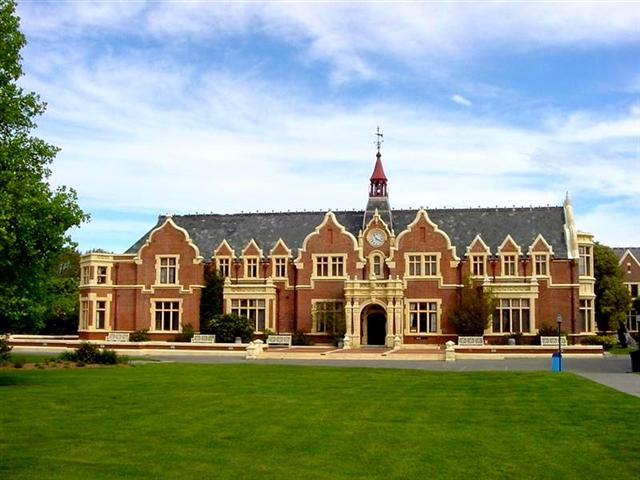
Lincoln University bibliotheek.